# Karl Kapp
Karl Kapp (* 16. Juli 1898 in Nürnberg; † 30. Juli 1965 ebenda) war ein deutscher Gewerkschafter, SPD-Stadtrat in Nürnberg, KZ-Häftling, Kapo und Kriegsgefangener.

## Leben
Kapp wurde als Sohn der Bäckermeisters Karl und Katharina Kapp geboren. Seine Mutter verstarb im Jahre 1909, sein Vater im Jahre 1910. Er hatte zwei Brüder.

## Verfolgung im Dritten Reich
(Quelle: Verfahren am LG München, Lfd.Nr.496 LG München II 14.10.1960 JuNSV Bd.XVI S.597 ff.)
Ab Juni 1933 war Kapp als SPD-Stadtrat von Nürnberg und Betriebsratsmitglied für sechs Monate im KZ Dachau inhaftiert. Anschließend arbeitete er illegal für die SPD. 1935 wurde er erneut verhaftet und von 1936 an wechselnd in Dachau und Mauthausen eingesperrt. Dort wurde er mehrfach zum Kapo bestimmt, ab 1941 war er Lagerältester in Dachau. 1943 arbeitete er als Häftling beim Aufbau eines Lagers in Warschau und beim Abriss des Warschauer Ghettos mit. Am Ende des Zweiten Weltkrieges befand er sich als „bedingt Entlassener“ beim KZ Ravensbrück.

## Verfolgung in der Sowjetischen Besatzungszone
(Quelle: Verfahren am LG München, Lfd.Nr.496 LG München II 14.10.1960 JuNSV Bd.XVI S.597 ff.)
Kapp ließ sich in Jena nieder, nachdem er seine Familie in Nürnberg nicht finden konnte. Von 1947 an wurde er von den deutschen Behörden der Sowjetischen Besatzungszone drei Jahre lang in Einzelhaft festgehalten und 1950 von einem russischen Gericht ohne Gerichtsverhandlung zu 25 Jahren Zwangsarbeit verurteilt. 1956 kam er aus Sibirien nach Deutschland zurück.

## Rehabilitation
(Quelle: Verfahren am LG München, Lfd.Nr.496 LG München II 14.10.1960 JuNSV Bd.XVI S.597 ff.)
Nach der Rückkehr aus der Sowjetunion stellte Kapp Selbstanzeige wegen schwerwiegender Vorwürfe zu seinem Verhalten im KZ Dachau, wo er schuldhaft den Tod von mindestens vier Mithäftlingen verursacht haben sollte. Daraufhin wurde er 1956 in Untersuchungshaft genommen und es erfolgte ein Strafverfahren vor dem Schwurgericht beim Landgericht München II.
Am 14. Oktober 1960 wurde er wegen erwiesener Unschuld freigesprochen.